# Biełomorsk (stacja kolejowa)
Biełomorsk (ros. Беломорск, krl. Belomorsku) – węzłowa stacja kolejowa w miejscowości Biełomorsk, w rejonie biełomorskim, w Karelii, w Rosji. Węzeł linii Wołchow – Murmańsk z linią Biełomorsk – Obozierskij.
Jest to jedna z największych stacji rozrządowych na rosyjskiej Dalekiej Północy. Położona jest na węźle najkrótszych tras kolejowych prowadzących z portu w Murmańsku na południe, w okolice Petersburga i Moskwy, oraz na wschód, w rejon centralnej Rosji i Syberii. Obsługuje średnio ponad 1000 wagonów dziennie.

## Historia
Stacja powstała w 1916 wraz z budową kolei murmańskiej. Początkowo nosiła nazwę Sorokskaja buchta (ros. Сорокская бухта), później Soroka (ros. Сорока), Sorokskaja (ros. Сорокская) i Biełomorsk. Od 1941, gdy ukończono linię do Obozierskiego, jest to stacja węzłowa.

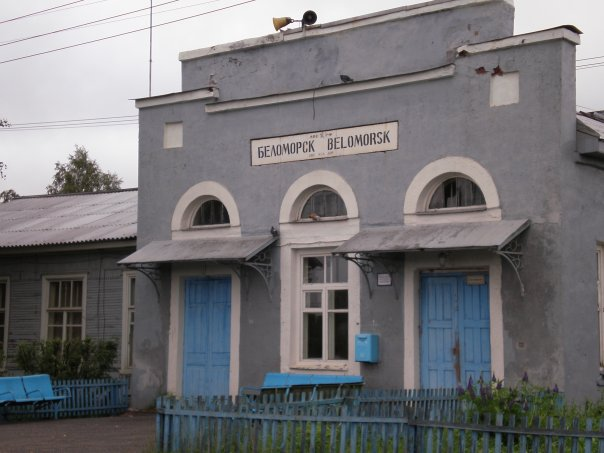
budynek stacyjny
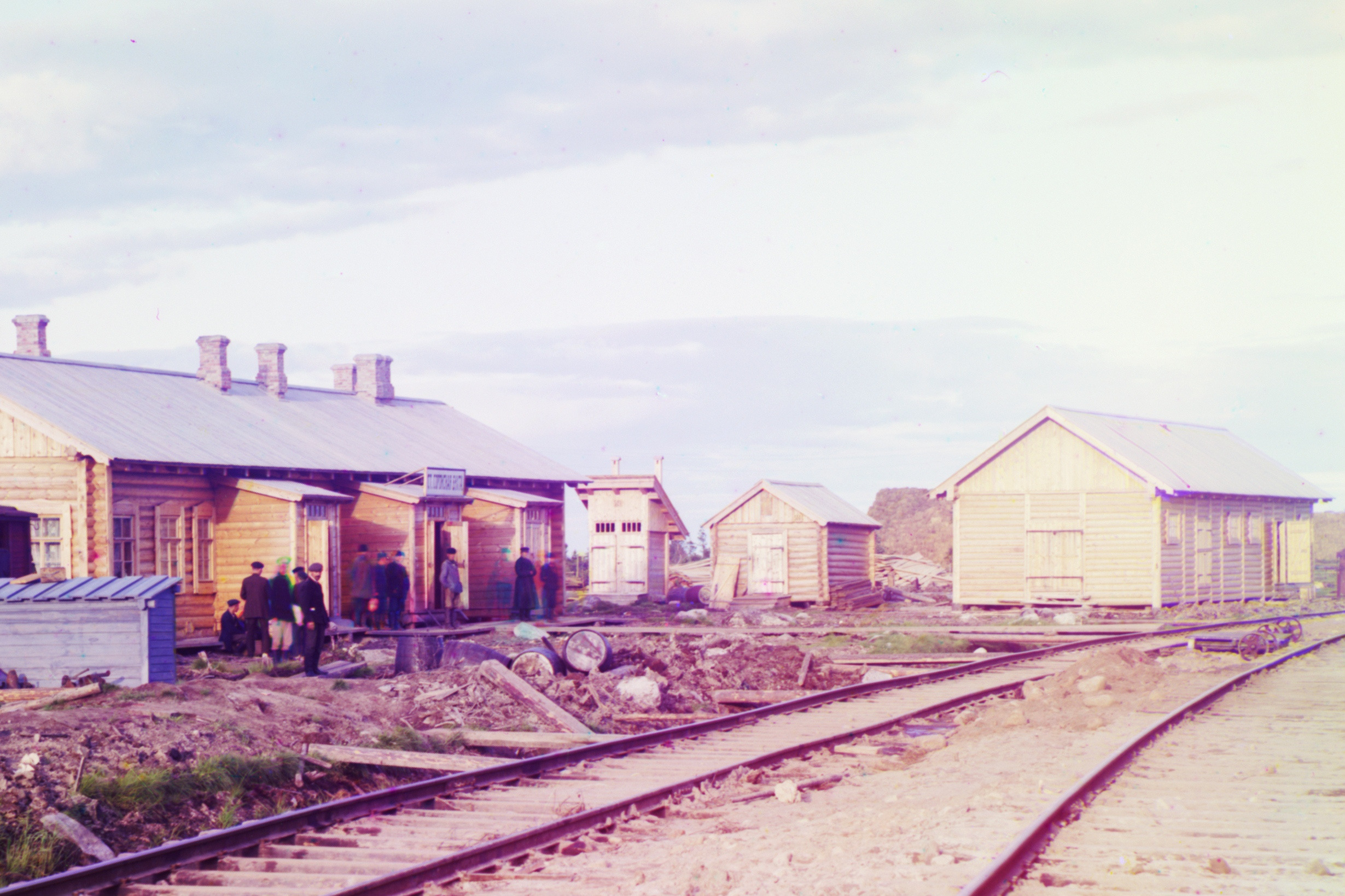
stacja Sorokskaja buchta w 1916, na zdjęciu Siergieja Prokudina-Gorskiego